# Dom van Odense
De Dom van Odense of Sint-Knoetkerk (Deens: Odense Domkirke, Sankt Knuds Kirke) werd vernoemd naar Knoet de Heilige (Deens: Knud den Hellige), de Deense koning Knoet IV. De dom is een fraai voorbeeld van gotische baksteenarchitectuur. Het meest bezochte deel van de kerk is de crypte, waar de relieken van Knoet en zijn broer Benedictus zijn opgesteld.

## Geschiedenis
Al voor het jaar 988 werd een bisdom met de naam Othinia (Odense) als suffragaan bisdom van Hamburg-Bremen opgericht. Het omvatte ook de zuidelijke Deense Oostzee-eilanden. In 1072 kwam het bisdom onder de jurisdictie van Roskilde, maar werd al snel daarna ingedeeld bij het aartsbisdom Lund.
Koning Knoet werd op 10 juli 1086 met zijn gevolg van 17 man, waaronder zijn broer Benedictus, door opstandelingen gedood in de Sint-Albanuskerk, een houten kerk net ten oosten van de huidige domkerk. Bij het graf van de koning voor het hoogaltaar vonden volgens de overlevering vele wonderbaarlijke genezingen van blinden, doven en zieken plaats. Na de heiligverklaring van Knoet in 1101 werd de houten Albanuskerk vervangen door een kerk van kalksteen, die tussen 1300 en 1500 vergroot en verbouwd werd.
De toren werd pas in 1586 voltooid. In de toren zijn vijf klokken uit 1300, 1597, 1677, 1767 en 1880 ondergebracht.

## Interieur
Het pronkstuk van de kerk is een altaar uit 1521, een meesterwerk van Claus Berg, een houtsnijder uit Lübeck. Het altaar vertoont overeenkomsten met het eveneens door Berg gemaakte altaar in de Mariakerk van Wittstock en komt oorspronkelijk uit de in 1807 afgebroken Franciscanenkerk.
De relieken van koning Knoet en diens broer Benedictus bevinden zich onder het altaar in de buurt van de crypte. In de kerk werd koningin Christina begraven. Een epitaaf ter herinnering aan de Deense diplomaat Christoph von Dohna, die eveneens in de kerk werd bijgezet, wordt toegeschreven aan Willem van den Blocke.
Het grote orgel stamt uit 1752 en werd door Amdie Worm gebouwd. Bij de laatste restauratie in 1870 werd de crypte, die sinds de reformatie gesloten was, weer vrijgelegd.

## Afbeeldingen

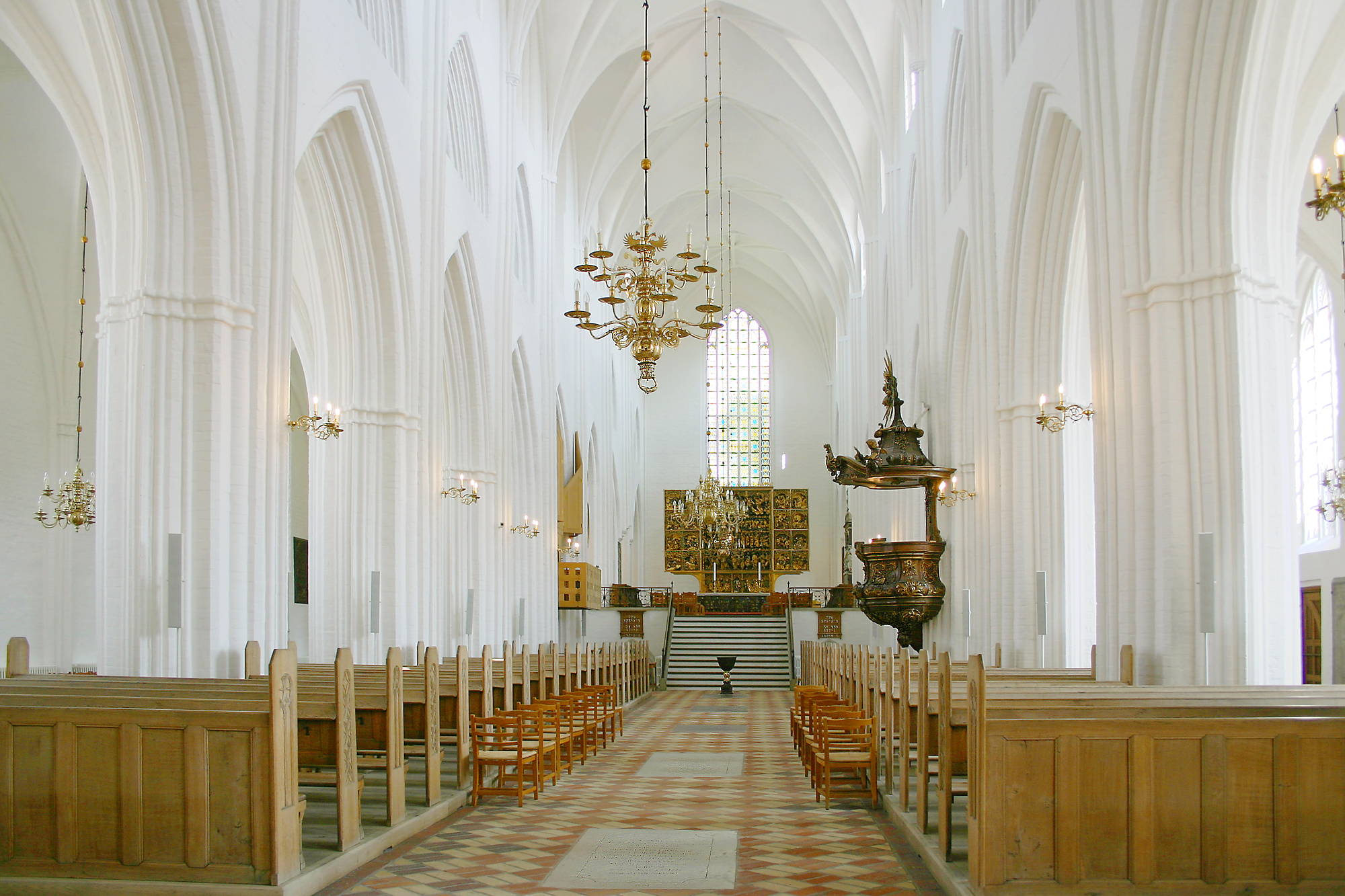
Interieur
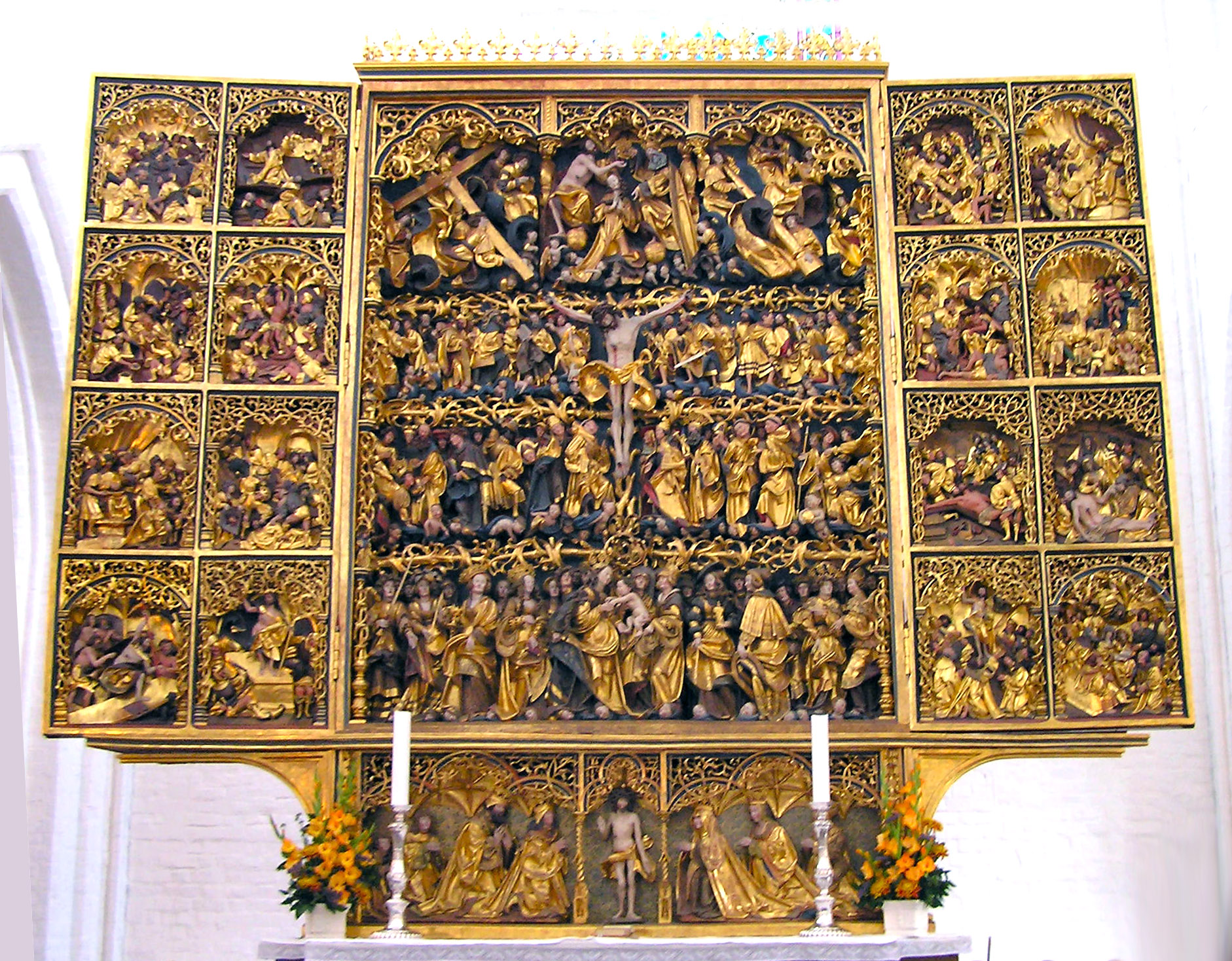
Altaar van Claus Berg
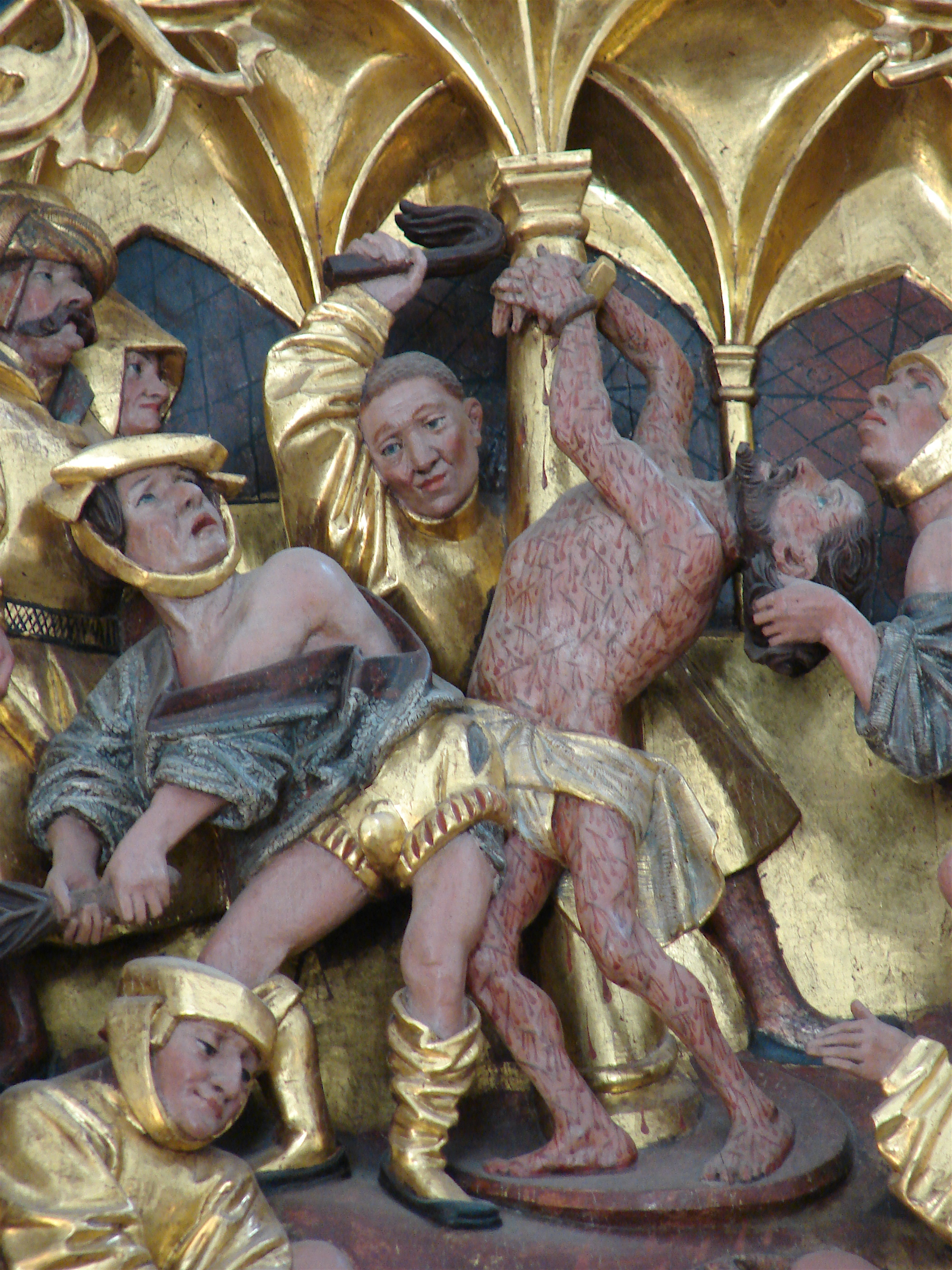
Detail altaar Claus Berg
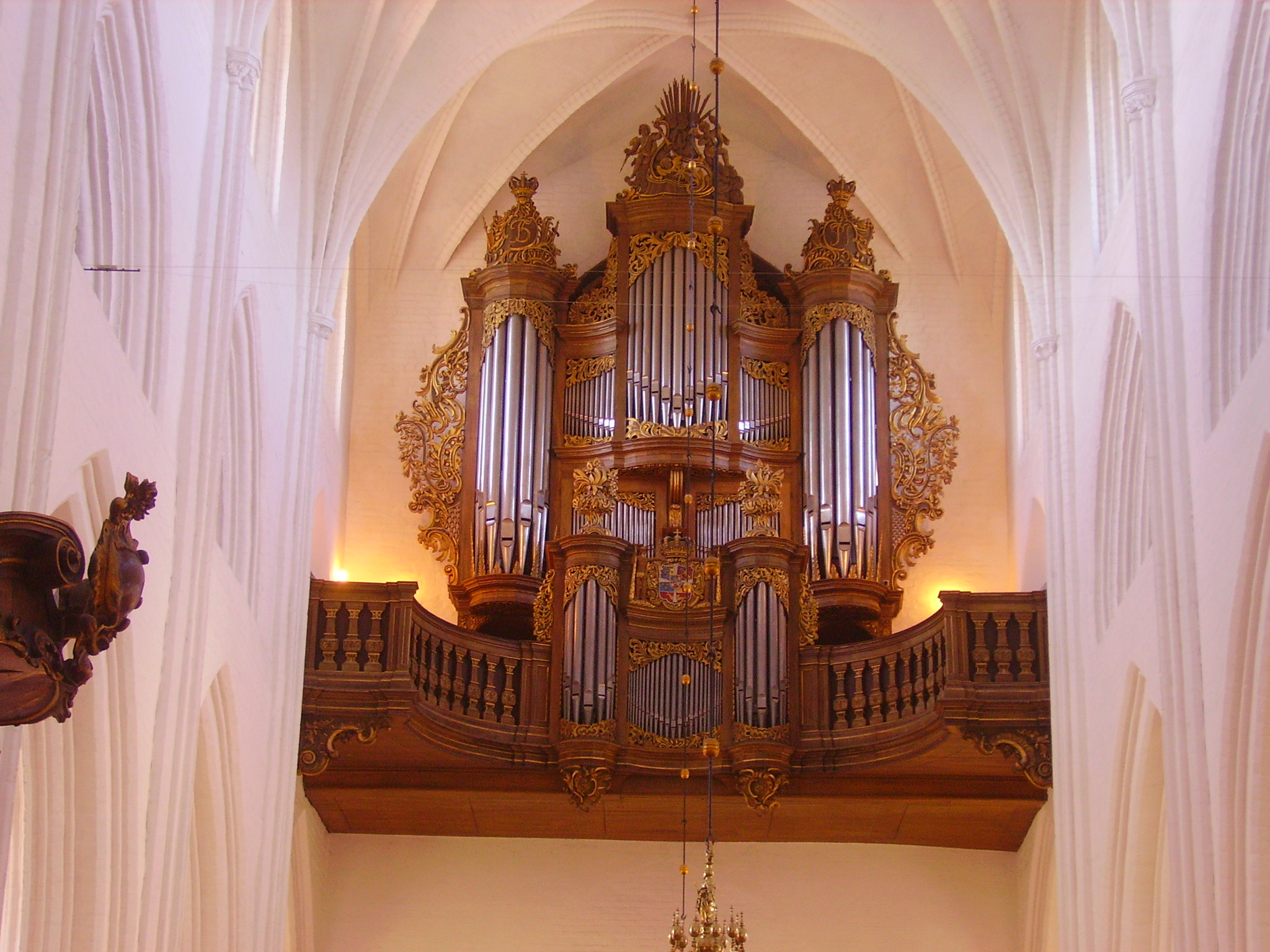
Orgel
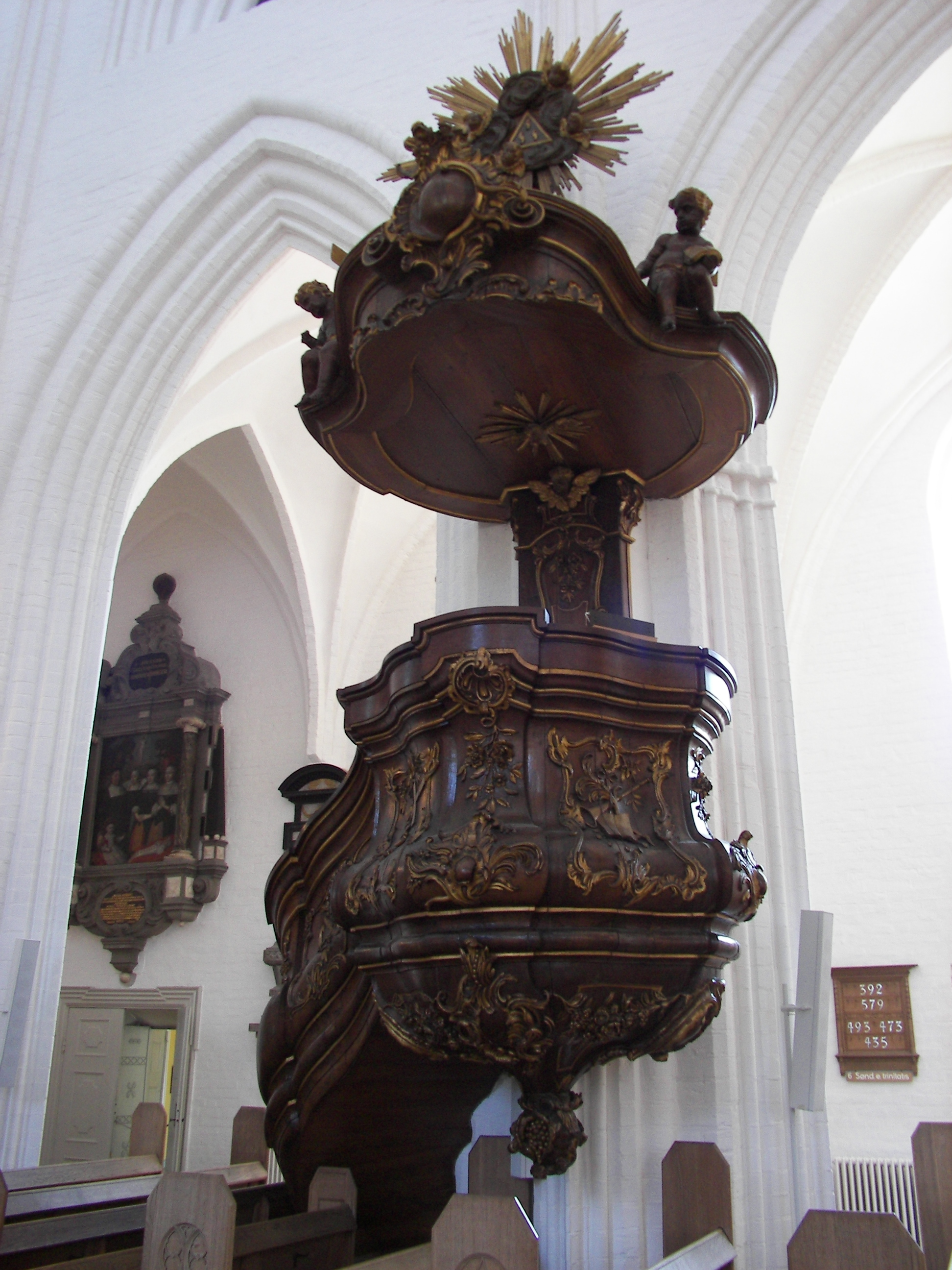
Preekstoel
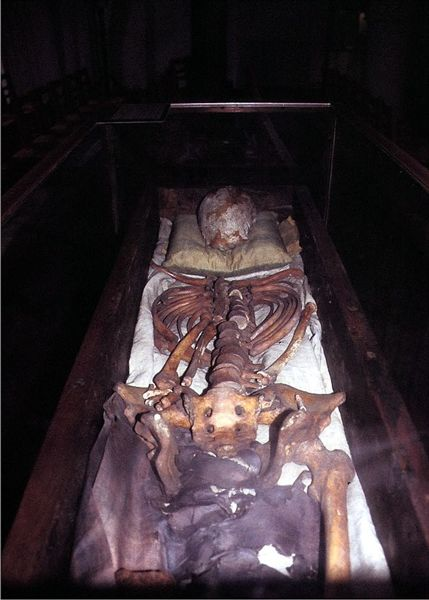
Relieken van Sint-Knoet